# Kostas Karamanlís
Konstandinos Alexandru Karamanlís (grec: Κώστας / Κωνσταντίνος Καραμανλής) (Atenes, 14 de setembre de 1956) és un advocat i polític grec, que va ser líder del partit Nova Democràcia i exercí de Primer Ministre de Grècia entre 2004 i 2009.
Obtingué la cartera de Primer Ministre el 10 de març de 2004, després de la victòria del seu partit a les eleccions al parlament celebrades el 7 de març del 2004. Va tornar a vèncer el 16 de setembre del 2007. Durant el mes de desembre del 2008, el seu govern va fer front a una sèrie de protestes generalitzades a tot el país i a una jornada de vaga que, entre altres reivindicacions, demanava la dimissió del govern.
A causa de la crisi econòmica va haver de convocar eleccions anticipades el 4 d'octubre de 2009, en què Nova Democràcia va obtenir un dels pitjors resultats electorals de la seva història (33,9% dels sufragis i 93 parlamentaris), i després va dimitir com a líder del partit.